# KW-110 Gijsbert Karel van Hogendorp (schip, 1914)
De KW-110 'Gijsbert Karel van Hogendorp', was een Nederlandse logger, toebehorend aan de Rederij L. Parlevliet Nz. uit IJmuiden. Het vissersschip, dat door de Abwehrstelle van de Kriegsmarine was ingezet als spionagelogger, werd tijdens de Tweede Wereldoorlog op weg naar de visgronden gekaapt door zijn bemanning. De mannen wilden oversteken naar Engeland. Het was opmerkelijk dat het schip met de vleet op haringvangst zou gaan. Dit verklaart ook het opvallend hoge bemanningsaantal aan boord van de KW 110.

## Pieter Grootveld sr. ontmoet Strauch
De logger KW 110 stond op dat moment onder gezag van de Duitsgezinde Scheveningse schipper Pieter Grootveld sr. Als een schip in de oorlogsjaren de haven van IJmuiden wilde verlaten, moest dit eerst langs het kantoor van de voormalige havenmeester waar de Hafenüberwachungsstelle te IJmuiden haar intrek had genomen. Er werkten onder meer enkele officieren van de Kriegsmarine. Verder hield daar ook kantoor - als contactpersoon tussen de reders en de Kriegsmarine - de NSB'er en oud-stuurman Jan Dirk Vader. Via genoemde Jan Dirk Vader had Grootveld het gezag over de KW 110 aangeboden gekregen. Hij was in die periode namelijk werkloos.
Voor zijn vertrek met de KW 110 had Grootveld tot driemaal toe een persoonlijke ontmoeting met de Kapitänleutnant en Abwehrmann Friedrich Carl Heinrich Strauch, het Hoofd van de Marine Abwehrstelle (M.A.O.) te Overveen. Grootveld sprak met Strauch over de visgronden waarheen de KW 110 zou varen om daar te vissen en te spioneren. Dit was zeer uitzonderlijk omdat geen der andere schippers Strauch ooit had gesproken of zelfs maar had ontmoet.
Grootveld maakte verder kennis met de V-Mann Dijkstra die zou meegaan op de KW 110. Dit, en het gegeven dat Pieter Grootveld sr. al in het begin van oktober 1941 als schipper van de spionagelogger IJM 225 met aan boord de door de geallieerden meest gezochte V-Mann W.A.J. Maarleveld naar zee vertrok, logenstraft de vermelding in de referentie 'Vrijspraak van Grootveld' waarin staat aangegeven dat Grootveld niet wist dat zijn schip zou worden gebruikt voor Duitse spionagedoeleinden.

## Grootvelds bemanning
Toen Grootveld een bemanning nodig had, klopte hij aan bij de Scheveninger Jacob de Mos om zijn stuurman te worden. Jacob de Mos ging akkoord op voorwaarde dat hij zelf voor de rest van de bemanning mocht zorgen. Hij wilde betrouwbare bemanningsleden uitzoeken om vervolgens het schip te kapen en ermee naar Engeland te varen. Hij vond Willem Bron, Jacob Harteveld, Cor den Heijer, Jan Klijn, Arie de Mos, Jacob de Roode, Willem Spaans, Mink Verbaan en Nico van der Zwan bereid, bij de kaping behulpzaam te zijn. Op het laatste moment nam de schipper tot schrik van de overige bemanningsleden zelf nog twee mensen aan: Dirk Bakkenes die als matroos maar tevens als kok zou fungeren en de pas 15-jarige Jan Roest als afhouder.

## Engelandvaart
Voorbereiding
Op zaterdag 29 augustus 1942 voer de KW 110 om 18.00 uur uit, schijnbaar op weg naar de visgronden op de Noordzee. Bij de Hafenüberwachungsstelle te IJmuiden was de ex-V-Mann Benjamin Joppe aanwezig geweest en daar ook had men de - bewapende - V-Mann Johannes A. Dijkstra als marconist aan boord gekregen. Deze kwam overigens, evenmin als andere V-Männer in hun geval, niet voor op de monsterrol. Op dezelfde avond om 21.00 uur vond de muiterij op het schip plaats. Stuurman De Mos waarschuwde schipper Grootveld, omdat Dirk Bakkenes ziek in zijn kooi zou liggen. Bakkenes, die door Grootveld zelf was aangenomen en die van geen kaping wist, lag rustig een tukje te doen in zijn kooi. Toen de schipper in het onderdekse verblijf - het vooronder - was afgedaald, gooide De Mos het toegangsluik dicht. Weer aan dek gekomen werd Grootveld aangepakt.
Overval
Vervolgens werd de V-Mann en spion Dijkstra uit het onderdekse verblijf van de schipper - het zogenaamde achterin - gelokt. Van daaruit seinde Dijkstra namelijk zijn berichten door. Stuurman De Mos daalde af in het achterin en zei tegen Dijkstra dat er een vliegtuig was gesignaleerd. Bovengekomen werd Dijkstra door de bemanning overmeesterd en ontwapend. Hierna werden Pieter Grootveld sr. en Dijkstra op de hoogte gesteld van de kaping.
De afloop
De Engelandvaarders namen bezit van de logger en kwamen op dinsdag 1 september 1942 aan in het Engelse West Hartlepool. Het laatste deel van de reis werden ze begeleid door een Engelse bewapende trawler. De meeste bemanningsleden traden nadien toe tot de marine of monsterden aan op een koopvaardijschip. Schipper Grootveld en zijn V-Mann Dijkstra werden verschillende keren verhoord door de Engelse inlichtingendienst in Camp 020 en vervolgens tot na de Tweede Wereldoorlog gedetineerd in een interneringskamp op het eiland Man. Op 2 juli 1945 werd Grootveld overgebracht naar het Huis van Bewaring in Scheveningen en vervolgens naar dat in Amsterdam. In april 1946 werd hij vrijgelaten en enkele jaren later kreeg hij een schadeloosstelling. Deze had uitsluitend betrekking op de periode die Grootveld na de oorlog in detentie in Nederland had doorgebracht. Het uitgangspunt was dat de detentie, eerder in de oorlogsjaren in Engeland aan betrokkene opgelegd en ondergaan, volstond.
Het gegeven 'spionagelogger' kreeg een brede, landelijke, bekendheid door de kaping en door de geslaagde oversteek erna van de bemanning van de KW 110. Zonder deze spectaculaire muiterij zou het misbruik van de Nederlandse vissersschepen door de Duitse Kriegsmarine ongetwijfeld in de jaren na de Tweede Wereldoorlog in vergetelheid zijn geraakt.